# Où s'en vont les avions ?
Albums de Julien Clerc
Double Enfance
(2005) Fou, peut-être
(2011)
Où s'en vont les avions ? est le vingt-et-unième album studio de Julien Clerc sorti le 16 septembre 2008.
L'album s'est classé nº1 en France et en Wallonie. Maxime Le Forestier, Benjamin Biolay, Carla Bruni sont parmi les artistes qui ont écrit certains des titres de l'album. L'album a été certifié triple disque de platine en France, pour plus de 300 000 ventes.
Le premier extrait, La Jupe en laine, n'était disponible que numériquement. 

## Titres
Où s'en vont les avions ? (2008)
| 14 Titres   | 14 Titres                           | 14 Titres             | 14 Titres    | 14 Titres  | 14 Titres | 14 Titres | 14 Titres | 14 Titres | 14 Titres |
| No          | Titre                               | Paroles               | Musique      | Durée      |           |           |           |           |           |
| ----------- | ----------------------------------- | --------------------- | ------------ | ---------- | --------- | --------- | --------- | --------- | --------- |
| 1.          | La Jupe en laine                    | Gérard Duguet-Grasser | Julien Clerc | 3 min 28 s |           |           |           |           |           |
| 2.          | Restons amants                      | Maxime Le Forestier   | Julien Clerc | 3 min 33 s |           |           |           |           |           |
| 3.          | Où s'en vont les avions ?           | Gérard Duguet-Grasser | Julien Clerc | 3 min 07 s |           |           |           |           |           |
| 4.          | Sous sa grande ombrelle             | Benjamin Biolay       | Julien Clerc | 2 min 57 s |           |           |           |           |           |
| 5.          | Apprendre à lire                    | Jean-Loup Dabadie     | Julien Clerc | 3 min 04 s |           |           |           |           |           |
| 6.          | Une petite fée                      | Gérard Manset         | Julien Clerc | 2 min 00 s |           |           |           |           |           |
| 7.          | Frère, elle n'en avait pas          | Gérard Manset         | Julien Clerc | 2 min 47 s |           |           |           |           |           |
| 8.          | Souvenez-vous                       | David Mc Neil         | Julien Clerc | 3 min 02 s |           |           |           |           |           |
| 9.          | Forcément                           | Gérard Duguet-Grasser | Julien Clerc | 3 min 19 s |           |           |           |           |           |
| 10.         | La Rue blanche, le petit matin bleu | Benjamin Biolay       | Julien Clerc | 3 min 20 s |           |           |           |           |           |
| 11.         | Déranger les pierres                | Carla Bruni           | Julien Clerc | 3 min 22 s |           |           |           |           |           |
| 12.         | Dormez                              | Maxime Le Forestier   | Julien Clerc | 3 min 24 s |           |           |           |           |           |
| 13.         | Toboggan                            | David Mc Neil         | Julien Clerc | 3 min 21 s |           |           |           |           |           |
| 14.         | Le Juge et la Blonde                | Maxime Le Forestier   | Julien Clerc | 2 min 47 s |           |           |           |           |           |
| 43 min 00 s |                                     |                       |              |            |           |           |           |           |           |

## Credits
| Enregistrement - Programmation : Denis Benarrosch, Bénédicte Schmitt et Benjamin Biolay - Mastering : Dominique Blanc-Franchard - Ingénieur et mixage : Bénédicte Schmitt - Conception : Jérôme Colliard Musiciens - Alto : Florent Bremond et Benjamin Biolay - Basse : Laurent Vernerey, Benjamin Biolay et Dominique Blanc-Franchard - Celeste : Benjamin Biolay - Contrebasse : Laurent Vernerey - Batterie : Denis Benarrosch - Fender rhodes : Benjamin Biolay - Guitare : Eric Sauviat et Benjamin Biolay - Harmonium : Benjamin Biolay | - Clavier : Julien Clerc et Benjamin Biolay - Melodica : Benjamin Biolay - Percussion : Denis Benarrosch - Piano : Michel Amsellem, Julien Clerc et Benjamin Biolay - Arrangements guitares: Benjamin Biolay - Flûte Toucan : Benjamin Biolay - Trombone : Benjamin Biolay - Trompette : Benjamin Biolay - Ukulele : Benjamin Biolay - Violon : Elsa Benabdallah, Bertrand Cervera et Benjamin Biolay - Violoncelle : Christophe Morin - Vocals : Julien Clerc - Wurlitzer : Benjamin Biolay |

## Versions
| Date              | Label  | Pays                     | Format   | Référence     |
| ----------------- | ------ | ------------------------ | -------- | ------------- |
| 12 September 2008 | Virgin | Belgique, France, Suisse | CD       | 5099923593121 |
| 12 September 2008 | Virgin | Belgique, France, Suisse | CD + DVD | 5099923635029 |

## Classements et certifications
| Classement (2008–10)         | Meilleure position |
| ---------------------------- | ------------------ |
| Belgique (Flandre Ultratop)  | 55                 |
| Belgique (Wallonie Ultratop) | 1                  |
| France (SNEP)                | 1                  |
| Suisse (Schweizer Hitparade) | 11                 |

| Classement (2008)            | Position |
| ---------------------------- | -------- |
| Belgique (Wallonie Ultratop) | 31       |
| France (SNEP)                | 21       |

### Certifications
| Pays           | Certification | Date | Ventes certifiées |
| -------------- | ------------- | ---- | ----------------- |
| France (SNEP)  | 3 × Platine   | 2010 | 300 000           |
| Belgique (BEA) | Or            | 2010 | 10 000            |